# Suurhusen
Suurhusen is een dorp in de Duitse deelstaat Nedersaksen. Bestuurlijk maakt het deel uit van de gemeente Hinte, gelegen in de Landkreis Aurich in Oost-Friesland. Het dorpje telt ongeveer 1.200 inwoners en heeft een oppervlakte van 9 km².

## Bezienswaardigheden
- Suurhusen is vooral bekend om de scheve kerktoren (1450) van de plaatselijke evangelisch-gereformeerde kerk.

- In een oud dorpshuisje te Suurhusen is een klein Landarbeitermuseum[1] ondergebracht. Het belicht het armoedige leven van boerenarbeiders in met name de eerste helft van de 20e eeuw.

## Galerij

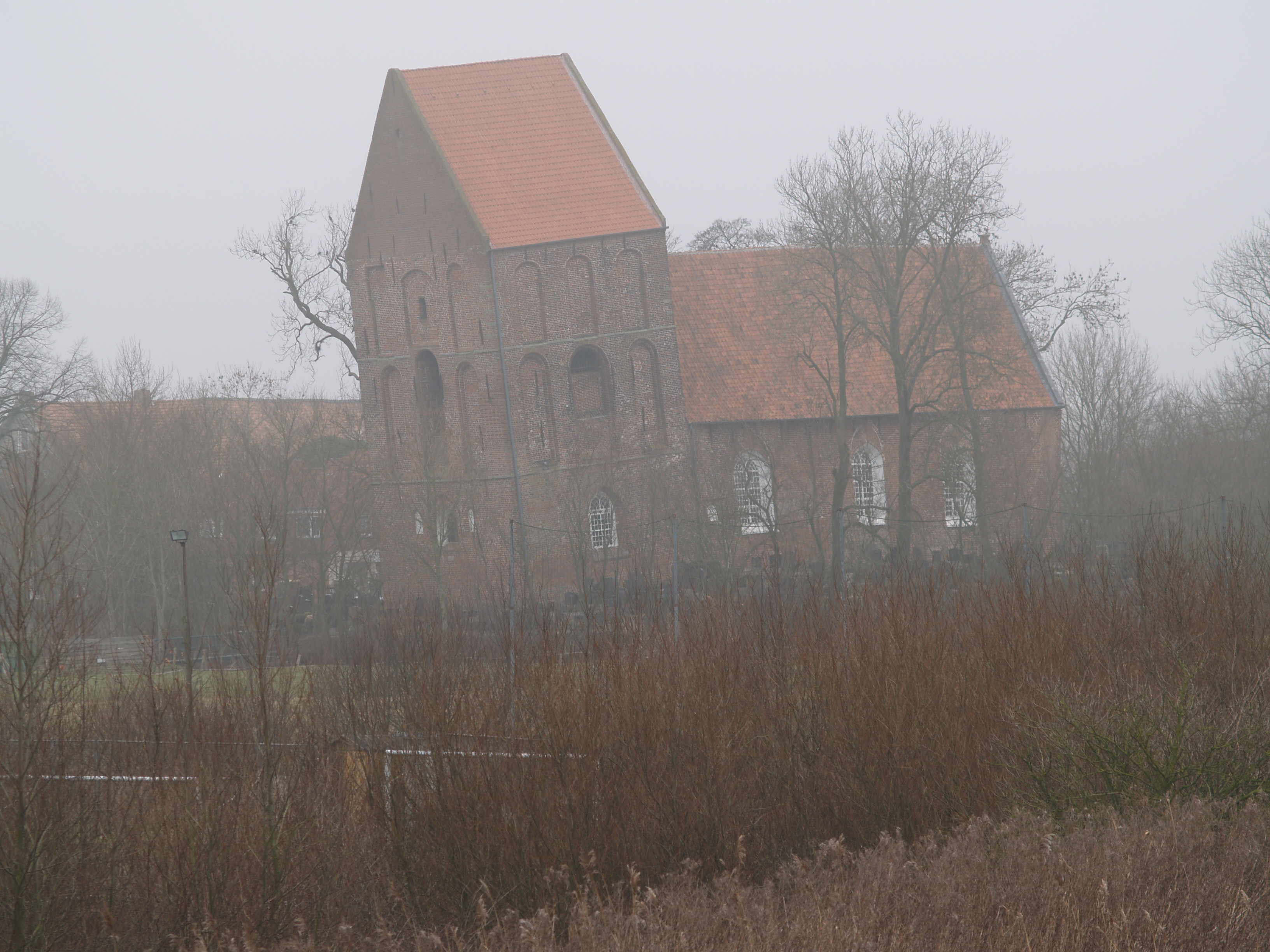
Kerk van Suurhusen